# Пріковці
Пріковці (мак. Приковци) — село в громаді Кратово, поблизу міста Кратово.

## Географія та розташування
Село Пріковці розташоване в південній частині громади Кратово, недалеко від міста та від дороги Кратово - Шлегово - Пробиштип. Від міста Кратово село на 6 кілометрів на південному заході.
Він розташований біля підніжжя західного схилу гори Плавіка на сплющеній частині милого, через яку дорога та кордон з вихователями. На схід відкриває просторе плато з більшою кількістю полів, луків та виноградників, з невеликим пагорбом та хрестом та футбольним полем. Пріковці - горбисте село з 800 метрів над рівнем моря. 
Будинки села розміщені по обидва боки регіональної дороги, з верхньою частиною схилів Плавіки сусідства, а інші мікрорайони - Шайковці та Арсево Маало. Над селом на пагорбах є рясне джерело, чия якість питної води здійснювалася через водопостачання, яке було побудовано 20 років тому. 
Розташування Пріковці є досить сприятливим, оскільки справи на горі Плавіці з меншими луками пасовища піднімаються на схід і північ, а просторе поле з ріллі відкривається на захід. Площа Пріковці охоплює площу 6,2 км2, при цьому ліси 263 га покривають, 204 га - на ріллі та 104 га на пасовищах.

## Історія
Село Пріковці та його околиці, розташоване у знаменитому гірничодобувному районі на північному сході Македонії, мінеральні багатства якого видобували в стародавні македонські та римські часи, а також у середньовічні візантійські та османські часи, мають людську присутність і організоване життя з давніх часів. разів.
У писемних джерелах Пріковці зустрічається в турецьких переписних книгах XVI-XVII століть, коли село входило до вілаєту Кратово. У 16 столітті Пріковці мали статус королівського маєтку, і в ньому проживало 35 македонських християнських сімей і 25 неодружених людей, які вирощували пшеницю, зерно, пшеницю, капусту, виноград, вино, овочі та розводили свиней і бджіл, для чого вони сплатив податок у розмірі 4510 ак.
Пізніше в 16/18/19 рр. село, зареєстроване як Пріковце, мало 12 домогосподарств, а в 1637 р. було 14 домогосподарств, усі македонські християни. Серед мешканців сусіднього села Шлегово побутує переказ, що в селі Пріковці колись жило турецьке населення і воно було турецьким селом, проте письмові джерела кінця ХІХ ст. початку 20-го століття стверджують, що Пріковці є чисто македонським селом із 100 або 144 жителями, всі македонські християни. За словами самих мешканців Пріковців, нинішнє село заснували жителі, які переїхали з гірського села Врбіца в Осогово до Лісець у Кратові близько 200 років тому, а в самому селі є родини, що походять з гірських сіл Кривопалане та Пробіштип, Герман і Барбарево.
Беручи до уваги стратегічно важливе розташування Пріковців на преслапі та важливу дорогу між двома областями та численні шахтні шахти над селом Плавіца, можливо, що тут була турецька армія та населення. На додаток до цього припущення можна додати той факт, що в багатьох місцях, де проживало турецьке і мусульманське населення по всій східній і центральній Македонії, після їх еміграції були поселені македонці православного віросповідання з гірських сіл Кривопаланечко і Осогово.
Проте вік сільської церкви та перебудова храму «Св. Петка» на фундаменті давнішої церкви, свідчать, що в селі з давніх часів проживало македонське християнське населення. Описуючи Кратовську Казу в топографічному розділі книги «Материјали по изучувањето на Македонија» за 1896 рік, македонський революціонер Гьорче Петров також дає невеликий опис Пріковці. А саме, він писав, що Пріковці - це село з багатьма виноградниками та луками, які дають добре сіно, розташоване разом із Шлегово біля підніжжя Плавиці, за ½ години від міста Кратово. У другій половині 20 століття, після Другої світової війни, село Приковці зафіксувало значне будівництво, окрім асфальтування дороги, було збудовано кілька будівель соціальних закладів, таких як школа, місцева контора. , кооператив і магазин, футбольне поле, а 20 років тому збудовано також водопровід та каналізацію.

## Економіка
За складом атару, розташуванням і умовами околиць Приковців село має змішане призначення і має сприятливе економічне становище. Із сільського господарства найбільше вирощують кукурудзу та зернову пшеницю, картоплю, часник, а також садівництво, тобто вирощування перцю, помідорів (баклажанів), огірків, цибулі на городах навколо будинків, переважно для особистих потреб. Ще 30 років тому в селі та його околицях вирощували багато тютюну, а також багато виноградників, невелику частину яких сьогодні обробляють і виробляють знамените кратовське чорне вино.
Ідеальні умови з численними луками та низьким лісом над селом та навколо нього дозволяють частині населення займатися тваринництвом, тобто вирощувати велику худобу, таку як корови та велика рогата худоба, і в меншій мірі кіз. З турецьких переписів XVI століття відомо, що мешканці Пріковців вирощували пшеницю, зерно, пшеницю, капусту, виноград, вино, овочі та розводили свиней і бджіл, за що платили податок у розмірі 4510 актів. Про окупацію та економіку Пріковців наприкінці 19 століття македонський революціонер Ґьорче Петров писав, що тут було багато виноградників і луків, які дають добре сіно.
На горі Плавіца та пагорбах над селом є численні шахти та залишки шлаку, і на даний момент англо-македонська компанія проводить дослідження покладів руди в цій місцевості. Частина населення також зайнята на гірничому комбінаті «Сілекс» і сусідній шахті «Добрево» в Пробіштипсько. Завдяки вигідному транспортному розташуванню села частина його мешканців займається послугами, такими як перевезення вантажів та пасажирів вантажними автомобілями та автобусами. Також в селі є магазин. Кілька будинків у селі новозбудовані, гарно та сучасно мебльовані та оздоблені, що свідчить про відносно добрий економічний стан мешканців Пріковців.

## Населення[2]
З села Пріковці переселилася велика кількість населення, тому воно з середнього села перетворилося на невелике село, населене виключно македонським населенням. Так, у 1961 році в Пріковці проживало 238 осіб, а в 1994 році — 153 особи, всі македонці. Однак слід зазначити, що зменшення кількості населення не таке велике та різке, як у більшості інших сіл, що пов’язано з тим, що Пріковці розташовані дуже близько до Кратово та розташовані на головній регіональній дорозі до Пробіштипу, який завдяки гарному транспортному сполученню має хороші умови проживання. Тому, хоча в Шлеговій школі навчається всього 8 дітей, у Приковцях все ще є молоде населення та багатодітні родини з 3 та 4 дітьми.
За даними перепису населення 2002 року, село Пріковці має 114 мешканців, усі македонці. З роками в Пріковцях проживала менша кількість сербів, але в останньому переписі не було заявлено жодного.
Згідно з останнім переписом населення 2021 року в селі проживало 75 жителів, з них 74 македонці та 1 особа без даних.